# Jean-François Imbernon
Jean-François Imbernon (Perpinyà, 17 d'octubre del 1951) és un jugador català de rugbi a 15 retirat d'una alçada d'1 m 98 cm, que jugava de segona línia a l'USAP i a l'equip de França.
És actualment posseïdor d'una gran cerveseria-bar perpinyanenca, molt coneguda localment.

## Palmarès
- Finalista del campionat de França el 1977.

### Amb la selecció francesa
- Seleccionat a l'equip de França 23 vegades, entre el 1976 i el 1983
- Dos Grand capot en el Torneig de les Cinc Nacions, el 1977 i el 1981
- Jocs Mediterranis el 1979.